# Образцовая Усадьба
Образцовая Усадьба — упразднённая деревня в Верховажском районе Вологодской области России.

## География
Урочище находится в северной части области, в подзоне средней тайги, в пределах южной части Важско-Кулойской низины, на левом берегу реки Вошпалды (левый приток Пежмы), на расстоянии примерно 20 километров (по прямой) к западу от села Верховажье, административного центра района.

### Климат
Климат характеризуется как умеренно континентальный. Среднегодовая температура воздуха — +1,8 °C. Абсолютный минимум температуры воздуха составляет −46 °C; абсолютный максимум — +37 °C. Безморозный период длится 110—115 дней. Среднегодовое количество атмосферных осадков составляет 637 мм. В течение года преобладают ветра юго-западного направления.

## История
В «Списке населённых мест Вологодской губернии по сведениям 1859 года» населённый пункт упомянут как удельная усадьба Морозовская образцовая Вельского уезда, расположенная в 44 верстах от уездного города. В поселении имелось 3 двора и проживало 12 человек (5 мужчин и 7 женщин). В 1881 году входила в состав Морозовской волости.
По данным 1900 года, в усадьбе имелось 3 хозяйства и проживало 19 человек (10 мужчин и 9 женщин).
По состоянию на 1 января 1973 года в составе Морозовского сельсовета.